# Schreiteria (chrząszcz)
Schreiteria – rodzaj chrząszczy z rodziny kózkowatych i podrodziny zgrzypikowych.

## Zasięg występowania
Przedstawiciele tego rodzaju występują w Ameryce Południowej, notowani w Argentynie oraz Kolumbii.

## Systematyka
Do Schreiteria należą 2 gatunki:
- Schreiteria bruchi
- Schreiteria colombiana